# Christian Hädler
Christian Fritz Hädler (* 9. Juni 1934 in Asch) ist ein deutscher Zeitungsverleger.

## Werdegang
Hädler schloss sein Studium als Diplom-Kaufmann ab und promovierte 1961 an der Wirtschafts- und sozialwissenschaftlichen Fakultät der Universität Erlangen-Nürnberg. Von 1968 bis 1992 war er Geschäftsführer und Mitherausgeber des Tagesspiegels in Berlin und von 1991 bis 1992 Geschäftsführer und Herausgeber der Potsdamer Neuesten Nachrichten.

## Ehrungen
- 2013: Verdienstkreuz am Bande der Bundesrepublik Deutschland